# Государственная политика
Госуда́рственная поли́тика, также публи́чная поли́тика — принципиальное руководство к действию для органов государственной власти, прежде всего органов исполнительной власти, касающееся определённых направлений их деятельности, соответствующее законам и социальным обычаям. Основаниями государственной (публичной) политики являются конституционные законы и правила, толкование законов и правовое регулирование.
Государственную (публичную) политику определяют также как «систему действий, регулятивных мер, законов, и финансовых приоритетов по тому или иному направлению, провозглашенную органом государственной власти или его представителями». Государственная (публичная) политика обычно воплощается в «конституциях, законодательных актах и судебных решениях».
В понятии «государственная политика», традиционном для российской науки, подчёркивается активная роль государства при формировании и осуществлении целей государственного управления: «Государственная политика — это сфера деятельности на стыке политической и управленческой. В ней происходит выработка и согласование с основными политическими субъектами системы целей государственного управления, а также доведение этой системы целей до субъектов, осуществляющих государственное управление» (Кара-Мурза С. Г.).
В понятии «публичная политика», пришедшем в русский язык из стран Запада, выделяется ориентация государства на реализацию личных и общественных интересов граждан: «Публичная политика — это деятельность, характеризующаяся системным взаимодействием государства, частного сектора, институтов гражданского общества, многообразных социальных, профессиональных групп и слоёв, общественных объединений по поводу реализации личных и общественных интересов, производства, распределения и использования общественных ресурсов и благ с учётом волеизъявления народа или населения определённых территорий» (Михеев В. А.).

## Формирование государственной (публичной) политики
Общественные проблемы выявляются и решаются путём создания новой государственной политики или путём реформирования существующей государственной политики. Общественные проблемы возникают в самых разных формах и требуют разных ответных мер (например, регламенты, субсидии, квоты и законы) на местном, национальном или международном уровне.
Выработка государственной политики представляет собой непрерывный процесс с механизмами обратной связи. Проверка и оценка имеют важное значение для функционирования этой системы. Общественные проблемы, которые оказывают влияние на формирование государственной политики, могут быть экономического, социального или политического характера. Каждая система находится под влиянием различных общественных проблем и поэтому требует различной государственной политики.
В выработке государственной политики многочисленные индивиды и группы интересов конкурируют и сотрудничают, чтобы повлиять на политиков и побудить их действовать определённым образом. В процессе выработки государственной политики участвуют различные акторы, такие как политики, государственные служащие, лоббисты, специалисты предметной области и представители промышленности. Они используют различные тактики и инструменты для достижения своих целей, в том числе отстаивая свои позиции публично, пытаются влиять на сторонников и противников и мобилизовать союзников по тому или иному вопросу. Многие акторы могут играть важную роль в процессе выработки государственной политики, тем не менее, последнее слово остаётся за государственными чиновниками. При этом предполагается, что государственные чиновники соблюдают этические нормы, принятые в государственном секторе и учитывают потребности всех заинтересованных сторон.
Государственная (публичная) политика считается сильной, когда она решает проблемы качественно и эффективно, служит справедливости, поддерживает правительственные учреждения и их деятельность, и стимулирует активную гражданскую позицию.
Изменения в обществе, произошедшие в последние десятилетия, привели и к изменениям в сфере формирования государственной политики. Сегодня государственная политика становится более целеориентированной, нацеленной на измеримые результаты и цели, с акцентом на решения, которые должны быть приняты немедленно. Кроме того, массовые коммуникации и технологические изменения привели к тому, что система государственной политики становится всё более сложной и взаимосвязанной. Все эти изменения ставят новые задачи для текущей государственной политики, и оказывают на неё давление с тем, чтобы она развивалась и оставалась эффективной и действенной.

## Как учебная дисциплина
В США концепция публичной политики относится не только к результату политики, но в более широком смысле к принятию решений и анализу правительственных решений. Как учебная дисциплина, государственная политика изучается профессорами и студентами в школах публичной политики крупных вузов по всей стране. Американская Ассоциация анализа публичной политики и публичного управления объединяет практиков, исследователей, учёных и студентов.
Как учебная дисциплина, государственная (публичная) политика несёт в себе элементы многих социальных наук, в том числе экономики, социологии, политической экономии, оценки программ, политического анализа и государственного управления. В то же время, изучение публичной политики отличается от политологии или экономической науки, поскольку оно в значительной степени ориентируется на применение теории к практике. Хотя обычно университеты предлагают магистерские и докторские степени по публичной политике, некоторые университеты также предлагают программы бакалавриата.
Школы публичной политики по-разному подходят к политическому анализу. В Харрисовской школе публичной политики Чикагского университета в большей степени используется количественный подход к экономике и политике, Колледж Хайнца в Университете Карнеги — Меллона использует вычислительные и эмпирические методы, в то время как в Правительственной школе Джона Ф. Кеннеди при Гарвардском университете больше внимания уделяется политическим наукам и лидерству. В Школе публичной и экологической политики Университета Индианы осуществляется традиционная подготовка в сфере публичной политики с упором на междисциплинарный подход в области наук об окружающей среде и управлении некоммерческими организациями. Кроме того, Иллинойсский университет в Чикаго при подготовке кадров в области публичной политики подчёркивает этапы принятия решений при разработке политики (например, определение повестки дня), а также важность эффекта фрейминга и когнитивных ограничений в процессе формирования политики.
Традиционно публичная политика как учебная дисциплина фокусировалась на внутренней политике. Однако, волна экономической глобализации, произошедшей в конце XX и начале XXI веков породила потребность в изучении публичной политики, ориентированной на глобальное управление, особенно поскольку это касается вопросов, которые выходят за рамки национальных границ, таких как изменение климата, терроризм, распространение ядерного оружия и экономическое развитие. Многим традиционным школам публичной политики пришлось корректировать свои учебные программы и разрабатывать новые программы, чтобы приспособиться к новому ландшафту публичной политики. Школа международных отношений в Университете штата Пенсильвания была создана как ответ на новые международные условия.
Публичная политика и политический анализ как учебные дисциплины получили распространение в вузах России и стран СНГ.

## Феминизм и публичная политика
При анализе публичной политики с точки зрения защиты прав женщин учёные склонны рассматривать такие вопросы, как социальное государство, практика в сфере труда, заработной платы, занятости и безработицы.
Гендерный анализ способствует выработке государственной политики, вынося на поверхность вопросы, с которыми сталкиваются женщины в публичной сфере — такие, как равенство заработной платы, материнство и отпуск по беременности и родам, уход за детьми, насилие в семье и сексуальное насилие, каждая из которых вызывает общественный резонанс. Политика, вступившая в силу в Великобритании в 2015 году, позволяет матери и отцу «взять отпуск вместе или по очереди и просить гибкий график работы». Тем самым признаётся необходимость обеспечения возможности для того, чтобы отцы играли большую роль в уходе за своими детьми. Эта политика позволяет женщинам продолжать свою деятельность на рабочем месте, несмотря на материнство, за счет потенциального работодателя и потребителя.